# Аегир
Аегир (Ægir) је германски и нордијски бог мора. Његова супруга је Ран. Аегир је имао девет кћери које су управљале вировима под његовом влашћу. 

## Приказивање
Приказиван је као старац са белом косом и прстима налик клештима љускара. Напустио је свој подводни дворац само из једног разлога: отапање и уништавање бродова и њихове посаде. Викинзи су му често као жртву приносили заробљенике како би га удобровољили.

## Митологија
Чувена је прича о њему, а која говори о забави за богове, чији је он домаћин био, а која се огледала у опијању богова пићем из џиновског казана, који су му даровали Тор и Тир.